# Fighter (låt)
Fighter är en låt av israeliskfödda luxemburgska sångaren och låtskrivaren Tali Golergant, skriven av Ana Zimmer, Dario Faini, Manon Romiti och Silvio Lisbonne. Den släpptes den 12 januari 2024 och representerade Luxemburg i Eurovision Song Contest 2024. Det var den första låten på över 30 år att representera Luxemburg i tävlingen.

## Eurovision Song Contest
Den 12 maj 2023 meddelade det luxemburgska sändningsföretaget RTL att Luxemburg skulle delta i Eurovision Song Contest 2024, vilket var första gången sedan 1993. RTL meddelade senare att de för första gången skulle utse både artist och bidrag i en nationell uttagning som senare fick namnet Luxembourg Song Contest. Enligt Golergant själv hörde hon talas om tävlingen under sommaren 2023. Den 11 december 2023 tillkännagavs Golergant vara en av det åtta deltagarna i Luxembourg Song Contest. Låten vann tävlingen med 178 poäng och blev därmed Luxemburgs bidrag till Eurovision Song Contest 2024.
Fighter framfördes i den första semifinalen som anordnades den 7 maj 2024. Där slutade den på en femte plats med 117 poäng och gick därmed vidare till finalen den 11 maj. I finalen slutade bidraget på en 13:e plats med 103 poäng, varav 83 kom från juryn och 20 från publiken.